# Mercurio Bua
Mercurio Bua Spata, nato Maurizio (in greco: Μερκούριος [Μαυρίκιος] Μπούας Σπάθας, in albanese: Mërkur [Murrik] Bua Shpata; Nauplia, 1478 – Treviso, 1542), è stato un generale albanese naturalizzato italiano.
Fu conte di Aquino e di Roccasecca come vassallo del re di Francia.

## Biografia
Maurizio Bua era discendente della famiglia principesca albanese/arvanita dei Bua Spata, riscontrabile almeno dal XIII secolo in Morea, attuale Peloponneso. I suoi antenati erano stati despoti di Angelocastro e di Arta, oltreché baroni del despotato di Morea. Dopo la conquista ottomana di buona parte della penisola balcanica (1460), Pietro Bua, padre di Maurizio, era stato acclamato capo degli albanesi moreoti.
Il Bua si trasferì giovanissimo a Venezia, a seguito della morte del padre (circa 1489), e qui cambiò il proprio nome da Maurizio in Mercurio.

### Le prime imprese militari sotto Venezia
Avendo intrapreso la carriera militare, si pose al servizio della Repubblica di Venezia, compiendo le prime esperienze come stradiotto. Con lo scoppio delle lunghe guerre d'Italia (1494-1559), fu impiegato nell'esercito veneziano e partecipò alla battaglia di Fornovo (6 luglio 1495) e all'assedio di Novara contro Luigi II, duca d'Orléans (futuro re di Francia), alle dipendenze del provveditore Bernardo Contarini, in soccorso dei duchi di Milano Ludovico il Moro e Beatrice d'Este. L'anno successivo (1496), prese parte ai combattimenti contro i francesi nel regno di Napoli, a fianco del re Ferrandino d'Aragona e di Francesco Gonzaga, mentre nei primi mesi del 1499, a seguito della prima cacciata dei Medici da Firenze, portò aiuto a Pisa che si ribellava al dominio mediceo: in questa occasione, si distinse in un'azione contro Piombino.

### Al servizio di Milano, Francia ed Impero
Quello stesso anno, a causa di un ritardo nella paga, il Bua lasciò l'esercito veneziano e si diresse a Lucca, mettendosi a servizio del duca di Milano Ludovico Sforza. Incalzato dalle truppe francesi, fu costretto a riparare a Innsbruck assieme al suo nuovo signore, ma, successivamente, prese parte agli scontri armati che si svolsero presso Mortara, Pavia e Vigevano; infine si pose alla testa della difesa della città Novara, assediata dal capitano di ventura Gian Giacomo Trivulzio, al soldo dei francesi (1500). Sconfitto, il Bua venne fatto prigioniero da un corpo di mercenari scozzesi e confinato nella fortezza di Castellar, nel marchesato di Saluzzo, presso il nobiluomo Giovanni Andrea Saluzzo di Castellar. Fu liberato su riscatto dopo sette settimane.
In seguito, postosi sotto le insegne francesi, partecipò alla guerra contro gli spagnoli nel Regno di Napoli e fu coinvolto nella battaglia del Garigliano (1503): in riconoscimento delle sue imprese, il Bua fu investito dal re di Francia Luigi XII dei feudi di Aquino e Roccasecca. Nel 1506, invece, era nell'esercito dello Chaumont, col quale combatté contro la famiglia bolognese dei Bentivoglio, riguadagnando il capoluogo felsineo alla sovranità di papale (papa Giulio II gli concesse poi la somma di 1.000 fiorini come ricompensa per quest'impresa). Dopo altre azioni militari in Lombardia e in Piemonte, si diresse in Liguria, dove, nel 1507, sedò la rivolta antifrancese scoppiata a Genova, facendo decapitare il doge ribelle Paolo da Novi. In quel medesimo anno, fu con Luigi XII al suo solenne ingresso in Milano. Nel 1508, invece, venne assoldato dall'imperatore Massimiliano I d'Asburgo e spedito nelle Fiandre al comando di 400 stradiotti: si scontrò prima con le truppe del duca di Gheldria, poi prese parte alla guerra di successione di Landshut, in Baviera.
Nel 1508, a detta del cronista Ambrogio da Paullo, fu sfidato a duello dal ventiduenne Faccendino Sanseverino (talvolta identificato come figlio di Roberto Sanseverino, in verità nipote di Antonio Maria), il quale voleva difendere l'onore del duca di Ferrara e del marchese di Mantova, per certe parole ingiuriose dette da Mercurio. Quest'ultimo, conoscendo Faccendino come "giovane esperto et gagliardo nelle arme" e dubitando "de non perdere l'onore suo per combattere con lui", preferì tendergli un'imboscata con 25 stradiotti sulla strada da Melegnano a San Donato Milanese. Gli dettero più di trenta ferite, "in modo che il povero giovane, qual veneva per defendere l'onore delli marchesi et cossì il suo, miseramente remase morto". Mercurio fu rimproverato di averlo fatto "per viltà più che per altro, unde fu constretto a fugirsene con gran suo scorno et vergogna [...] et così Facendino perse la vita et Mercurio la condotta, quale avea col roy, et l'onore".

#### La guerra della Lega di Cambrai
A partire dal 1509, dopo lo scoppio della Terza guerra d'Italia (detta anche guerra della Lega di Cambrai), ritornò in Italia, compiendo saccheggi e scorribande proprio nei territori di quella Repubblica Veneta che per prima l'aveva accolto: sono note sue scorrerie nei contadi di Bassano, Soave, Caldiero, Cittadella, Castelfranco, Nervesa e presso le colline del Montello; conquistò i castelli di Lonigo (dove compì un'orribile strage massacrando più di 1.500 abitanti e dando fuoco alle loro abitazioni), Gradisca d'Isonzo e Castelnuovo del Garda. Il 9 maggio di quell'anno partecipò alla celebre battaglia di Agnadello, travolgendo le truppe del condottiero veneziano Bartolomeo d'Alviano. Prese parte, inoltre, agli assedi di Padova (1509) e Treviso (1511). È forse in questo periodo (nel 1510) che Massimiliano d'Asburgo investì il Bua del rango di conte del Sacro Romano Impero con i predicati di Ilaz e Suave.
Il Bua si rese celebre, in questi anni, anche per la presa del castello di Quero (1509), un fortilizio veneziano costruito lungo il Piave ai piedi delle Prealpi bellunesi: un poemetto celebrativo greco del secolo XVI narra che il Bua si gettò a nuoto nel fiume, seguito dai suoi, aggirando i difensori e cogliendoli di sorpresa. Prigioniero d'eccellenza fu il capitano del castello, Gerolamo Emiliani, appartenente alla famiglia patrizia dei Miani, il quale, incatenato e costretto a seguire gli stradiotti del Bua nelle loro scorribande nell'alto trevigiano (e non incarcerato nelle segrete del castello come si crede), sarebbe poi stato miracolosamente liberato per intercessione della Madonna. Rientrato a Treviso dopo la prigionia, il Miani portò in ex voto le proprie catene (ancora oggi visibili) al venerato affresco della Madonna col Bambino, nella chiesa di Santa Fosca in Santa Maria Maggiore.

### Il ritorno alla Serenissima

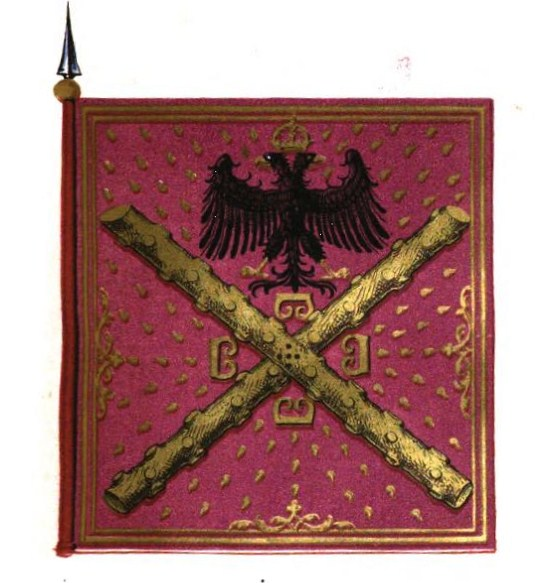
Lo stendardo concesso al conte Bua dal Sacro Romano Imperatore Massimiliano I (1510).

Nell'estate del 1513, Mercurio Bua affrontò 200 stradioti veneziani presso Padova. Durante lo scontro che ne seguì, un suo uomo si sarebbe fatto volontariamente catturare al fine di intavolare, per conto del Bua, delle trattative con gli avversari. Dopo aver ottenuto un salvacondotto dall'Alviano ed un incontro con il Provveditore Giovanni Vitturi e lo stesso Alviano, disertò l'esercito imperiale per passare nuovamente sotto le insegne marciane, al servizio delle quali avrebbe combattuto per il resto della propria vita. Raggiunta Venezia, il Bua venne ricevuto dal doge Leonardo Loredan, e a costui chiese che gli fosse assegnato il comando di tutti gli stradioti: tale richiesta trovò, tuttavia, notevoli resistenze, specie tra i cavalieri di "nazionalità greca" (greco-cattolici o ortodossi).
Il 7 ottobre di quell'anno si distinse nella battaglia di Creazzo contro gli spagnoli, ricevendo le lodi dell'Alviano e guadagnandosi così l'accesso al Collegio dei Savi. Nel 1514 si mosse verso il Polesine e riconquistò Rovigo, facendone prigioniero il commissario spagnolo; in seguito compì altre brillanti operazioni militari contro spagnoli e tedeschi, catturando armi e cavalli al nemico. Dopo avere saccheggiato il contado di Trento, entrò ad Este e successivamente affiancò l'Alviano nella nuova riconquista di Rovigo, precedentemente rioccupata dagli spagnoli: il Provveditore Generale Domenico Contarini ne lodò nuovamente l'audacia. Nel settembre del 1515 fu, invece, sul campo della celebre battaglia di Marignano, dove veneziani e francesi ricacciano gli svizzeri al di là delle Alpi: pare che in quest'occasione, con un'eroica azione dei propri stradiotti, riuscisse a salvare la vita allo stesso re di Francia, presente sul campo di battaglia al comando delle proprie truppe. Quella stessa sera, stando alla cronaca riportata dallo scudiero del celebre cavalier Baiardo, il sovrano lo avrebbe abbracciato acclamandolo pubblicamente proprio salvatore.
A seguito delle sue continue vittorie, particolarmente sulle forze d'occupazione spagnole di stanza tra Veneto e Lombardia, la sua popolarità a Venezia continuava a crescere: in appena due anni la sua provvigione mensile passò da 100 a 1.000 ducati, e nel 1516, a seguito di una vittoriosa azione presso San Martino Buon Albergo, domandò per sé al Collegio dei Savi una condotta di 100 lance e 300 cavalli leggeri, nonché un'ulteriore provvigione di 1.200 ducati, mentre per sei dei suoi uomini chiese che fossero armati cavalieri; fece richiesta, inoltre, di non dover più sottostare agli ordini del Provveditore agli stradiotti Giovanni Vitturi, ma solo a quelli del Provveditore Generale, del Capitano Generale e del Governatore Generale. Ottenne dal Senato veneziano, infine, l'investitura al rango comitale e la decorazione delle insegne di Cavaliere di San Marco. Sono questi gli anni in cui il Bua prese in moglie Caterina, «di nazion greca», figlia del capitano di ventura Nicolò Boccali.
Ad aprile si mosse verso la Lombardia, dove partecipò prima alla difesa di Milano dalle forze imperiali che muovevano dal Trentino, poi ad azioni di saccheggio e di disturbo presso Lodi, Martinengo e Bergamo. Nello stesso momento, però, a Venezia, il Provveditore Generale Andrea Gritti lo criticava aspramente per la particolare indisciplina, l'avidità nel richiedere denaro alle casse veneziane e l'eccessiva accondiscendenza nei riguardi del generale alleato, il Connestabile di Borbone. Per tutto il resto dell'anno, il Bua continuò a condurre sortite e saccheggi a danno del contado di Verona, città ancora tenuta dagli imperiali e assediata dalle truppe della Serenissima: nel gennaio del 1517 fu tra i primi ad entrare in città, a seguito della resa tedesca. Contemporaneamente, teneva frequenti contatti con il doge e con il Consiglio dei Dieci, prese a frequentare più assiduamente Venezia e presenziò a numerose manifestazioni laiche e religiose a fianco delle massime autorità dello Stato; partecipò inoltre a una seduta del Maggior Consiglio. In aprile, invece, si tenne il battesimo in Santa Maria Formosa del suo primo figlio, Pirro.

#### La Quarta guerra d'Italia

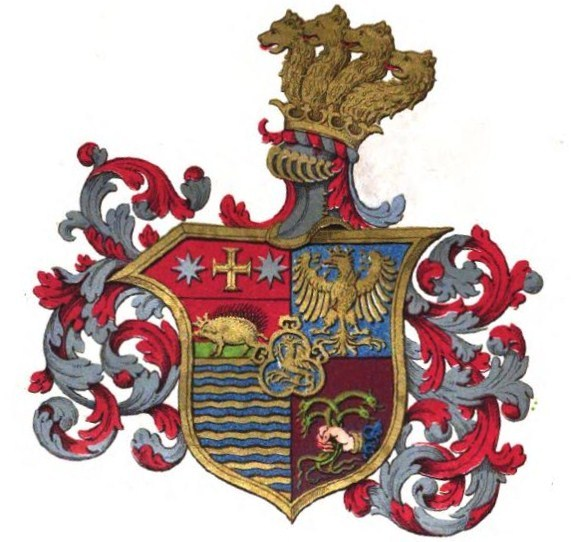
Arme del conte Marcurio Bua.

Fino alla metà del 1521 lo troviamo a fare la spola tra la capitale e Treviso, città nella quale aveva ottenuto il permesso di costruirsi un'abitazione. Tornò in armi nell'agosto di quell'anno, allo scoppio di una nuova fase delle guerre italiane: inviato in Emilia, il Bua venne sconfitto dal grande condottiero mediceo Giovanni delle Bande Nere; ripiegò quindi in Lombardia, prima a Bergamo, poi a Milano, dove organizzò la difesa della città contro il nuovo assedio posto dagli imperiali. A novembre, tuttavia, la città si arrese; il Bua venne fatto prigioniero da Federico Gonzaga, il quale, dopo averlo inizialmente condotto a Mantova, lo liberò senza riscatto. Tornato a Venezia per la riscossione di fondi da destinare alla ricostituzione della propria compagnia di ventura, decimata durante la campagna lombarda, si unì all'ennesimo assedio di Milano. In seguito fu nuovamente in laguna, dove incontrò il doge Andrea Gritti, appena eletto.
Gli anni successivi furono un caotico susseguirsi di eventi: vari scontri armati in Veneto e Lombardia contro gli imperiali; la morte della prima moglie (luglio 1524, sepolta in San Biagio); il vano tentativo d'intercettare i lanzichenecchi di Georg von Frundsberg diretti a Roma (1527); i contrasti con l'ex Provveditore Generale Piero Pesaro, che non lo considerava più adatto per missioni operative; l'invio a Bergamo come comandante della difesa cittadina e la conquista della Certosa di Pavia (1528); la nomina, da parte del Collegio dei Savi, a governatore di Ravenna (da maggio a novembre del 1529).
In questi anni, probabilmente nel 1524, il Bua rimase vedovo di Caterina Boccali, premortagli per cause ignote. Il condottiero, tuttavia, non rimase a lungo in stato vedovile, risposandosi l'anno successivo con Elisabetta, figlia del patrizio veneziano Alvise Balbi. Da questo secondo matrimonio nacquero quattro figli: Elena Maria, Curione, Polissena e Alessandro.

### Gli ultimi anni e la morte
Dal 1532 si trasferì definitivamente nella propria abitazione di Treviso (situata presso la chiesa di San Nicolò), città dalla quale non si sarebbe quasi più mosso, benché desideroso, nonostante l'età, di tornare alle armi: propose, ad esempio, di promuovere attività insurrezionali nella natia Morea, allorché i Turchi si ritirarono da Corfù (1537). L'ultimo incarico affidatogli di cui si abbia notizia fu, probabilmente, una missione di scorta (da Venezia fino a Coira, attraversando la Valtellina) all'ambasciatore francese Antonio Rincon, di ritorno in Francia da Costantinopoli.
Da lungo tempo malato di gotta, Mercurio Bua Spata si spense a Treviso nel 1542 e venne sepolto nella chiesa di Santa Maria Maggiore, quello stesso santuario in cui trent'anni prima, come già detto, il suo prigioniero Girolamo Miani – ironia del destino – aveva portato le proprie catene in ex voto alla Madonna; quello stesso santuario che, nel 1882, diventò proprietà dei Chierici Regolari di Somasca, ordine fondato dallo stesso Miani dopo la prigionia e la miracolosa liberazione. Lo splendido sarcofago marmoreo nel quale fu riposta la salma di Mercurio Bua, visibile tutt'oggi in detta chiesa, è opera dello scultore lombardo Agostino Busti, detto il Bambaia, originariamente destinato al musicologo Franchino Gaffurio e trafugato dal Bua stesso dalla Certosa di Pavia, durante il sacco della città del 1528.
La famiglia Bua si estinse con la morte del nipote del condottiero, emigrato in Francia e stabilitosi presso la corte dei Valois, il quale morì durante le guerre di religione francesi di fine Cinquecento.
L'eredità della famiglia passò quindi ai discendenti delle nipoti femmine del Bua, tra i quali i nobili trevigiani Agolanti. Nel 1637, infatti, il suo discendente Francesco Agolanti fece scolpire un epitaffio che ricordasse le gesta dell'illustre antenato:
EPIROTARVM DVCTORI,

QUI

GALLIS IN ARAGONEOS DIMCANTIB. SÆPIVS PROSTRATIS,

IISDEM E REGNO NEAPOLEOS EIECTIS,

PISANIS LIBERTATE DONATIS,

LVDOVICO SFORTIA IN DVC. MEDIOLAN. RESTITVTO,

TRIVVULTIO FVGATO NOVARIA EXPVGNATA,

PAPIA PRÆLIO DEVICTA,

VNDE REGIVM HOC MONVMENT. INCLYTA SPOLIA, EDVXIT,

BONONIA IVLIO II PONT. RECEPTA,

BAVARIS MAXIMIL. IMPER. SUBACTIS,

FRANCISCO I GALL. REGE, VENETOR. SOCIO AB HELVET. AD MARIGNAN. SERVATO,

DEMVM

POST OBITVM ALVIANI TOTIVS EXERCITVS IMPERATOR,

HISPANIS AD VERONAM PROFLIGATIS,

MILITARI PRVDENTIA ADMIRANDVS,

HIC IN PACE NVNQVAM MORITVRVS QVIESCIT,

FRANCISCVS AGOLANTVS NOB. TARV. ABNEPOS EX NEPTE

POSVIT.
ANNO SAL. MDCXXXVII»